# Edmontonia
Edmontonia és un gènere de dinosaure cuirassat que va viure al Cretaci superior. El seu nom prové de la formació d'Edmonton (ara la formació del Horseshoe Canyon), la unitat de roca en la qual es va trobar, al Canadà. Els seus hàbitats eren les planes inundables boscoses amb aigua abundant i aiguamolls costaners, així com els boscos secs localitzats a una major altitud.